# Ceylonosticta montana
Ceylonosticta montana – gatunek ważki z rodziny Platystictidae. Endemit Sri Lanki.